# 7 Days of Funk
"7 Days of Funk" é um álbum de estúdio colaborativo entre o rapper Snoopzilla e o tambem rapper e produtor musical Dâm-Funk lançado no dia 10 de Dezembro de 2013 pela gravadora Stones Throw Records.
Foi lançado um single oficial para o álbum "Faden Away", juntamente com um single promocional "Hit Da Pavement". Foi nomeado na dos 25 melhores álbuns de 2013 do HipHopDX.

## Participações especiais
O álbum conta com participação do grupo Tha Dogg Pound e de participações solos dos seus membros Daz Dillinger e Kurupt.

## Singles
"Faden Away" o primeiro single do álbum de estúdio. A canção foi lançada em 08 de outubro de 2013 pela Stones Throw Records e foi disponibilizada em formato Descarga digital em  15 de outubro de 2013 na iTunes Music Store.
"Hit Da Pavement" É a faixa de abertura do álbum de estúdio e o single promocional do álbum. A canção foi escrita por Snoopzilla e Dâm-Funk, mixada por Shon Lawon e Cole M.G.N, a faixa foi produzido por Damon Riddick sob seu nome artístico Dam-Funk e os vocais da canção foram realizadas por Calvin Broadus usando a alcunho de Snoopzilla.2 A canção conta com os backing vocals de Shon Lawon e Val Young e vocais adicionais do maestro de Funkadelic Bootsy Collins. "Hit Da Pavement", juntamente com "Faden Away" foram lançadas em formato cassingle em 10 de dezembro de 2013, com as duas versões vocais e instrumentais

## "Mudança" para Snoopzilla
Snoop deu uma declaração explicando a mudança de pseudo para Snoopzilla nesse projeto, é uma homenagem ao Bootsy Collins , que, por vezes, usou o apelido Bootzilla, Snoop disse: "Quando estou gravando como Snoopzilla, eu sou basicamente uma prole de Bootsy Collins".

## Lista de faixas
| N.º | Título                                             | Compositor(es)                                   | Produtor(es) | Duração |  |
| 1.  | "Hit Da Pavement"                                  | C. Broadus, D. Riddick                           | Dâm-Funk     | 4:16    |  |
| 2.  | "Let It Go"                                        | C. Broadus, D. Riddick, P. Rushen, F. Washington | Dâm-Funk     | 4:34    |  |
| 3.  | "Faden Away"                                       | C. Broadus, D. Riddick                           | Dâm-Funk     | 5:40    |  |
| 4.  | "1Question?" (Com participação de Steve Arrington) | S. Arrington, C. Broadus, D. Riddick             | Dâm-Funk     | 3:45    |  |
| 5.  | "Ride" (Com participação de Kurupt)                | C. Broadus, D. Riddick, Kurupt                   | Dâm-Funk     | 4:04    |  |
| 6.  | "Do My Thang"                                      | C. Broadus, D. Riddick                           | Dâm-Funk     | 4:47    |  |
| 7.  | "I'll Be There 4U"                                 | C. Broadus, D. Riddick                           |              | 3:18    |  |

| Faixas bônus 8th day |                                                   |                                               |                |         |  |
| N.º                  | Título                                            | Compositor(es)                                | Produtor(es)   | Duração |  |
| 8.                   | "Systamatic" (Com participação de Tha Dogg Pound) | C. Broadus, D. Riddick, Kurupt, Daz Dillinger | Dâm-Funk       | 3:32    |  |
| Duração total:       | Duração total:                                    | Duração total:                                | Duração total: | 36:56   |  |

| Faixas bônus no iTunes |                |                        |                |         |  |
| N.º                    | Título         | Compositor(es)         | Produtor(es)   | Duração |  |
| 9.                     | "High Wit' Me" | C. Broadus, D. Riddick | Dâm-Funk       | 3:02    |  |
| Duração total:         | Duração total: | Duração total:         | Duração total: | 36:58   |  |

| Faixas bônus 45 box set |         |                        |              |         |  |
| N.º                     | Título  | Compositor(es)         | Produtor(es) | Duração |  |
| 9.                      | "Wingz" | C. Broadus, D. Riddick | Dâm-Funk     | 3:25    |  |

## Recepção

### Crítica
| Críticas profissionais | Críticas profissionais |
| Pontuações agregadas   | Pontuações agregadas   |
| Fonte                  | Avaliação              |
| ---------------------- | ---------------------- |
| Metacritic             | 74/100                 |
| Avaliações da crítica  |                        |
| Fonte                  | Avaliação              |
| AllMusic               | [ 7 ]                  |
| Blurt Magazine         | [ 8 ]                  |
| Exclaim!               | 9/10                   |
| HipHopDX               | [ 11 ]                 |
| The New York Times     | [ 12 ]                 |
| Pitchfork Media        | 7.0/10                 |
| Rolling Stone          | [ 14 ]                 |
| Slant Magazine         | [ 15 ]                 |
| Spin                   | 7/10                   |
| XXL                    | 4/5 (XL)               |

7 Days of Funk recebeu críticas em sua maioria positivas dos críticos especializados, teve uma pontuação média de 74 no Metacritic, baseado em votos de 19 críticos diferentes. Foi escolhido com um dos "25 melhores álbuns de 2013" pela HipHopDX e ganhado quatro estrelas e meia, e ganhado quatro estrelas pelo jornal The New York Times

### Paradas
| Tabelas (2013)                                            | Melhor posição |
| --------------------------------------------------------- | -------------- |
| Estados Unidos (Billboard Top Current Albums)             | 159            |
| Estados Unidos (Billboard Top R&B/Hip-Hop Albums)         | 27             |
| Estados Unidos (Billboard Rap Albums)                     | 14             |
| Estados Unidos (Billboard Independent Albums)             | 33             |
| Estados Unidos (Billboard Top Heatseekers)                | 2              |
| Estados Unidos (Billboard Heatseekers West North Central) | 5              |
| Estados Unidos (Billboard Heatseekers South Central)      | 10             |
| Estados Unidos (Billboard Heatseekers South Atlantic)     | 5              |
| Estados Unidos (Billboard Heatseekers Pacific)            | 1              |
| Estados Unidos (Billboard Heatseekers Northeast)          | 5              |
| Estados Unidos (Billboard Heatseekers Mountain)           | 2              |
| Estados Unidos (Billboard Heatseekers Middle Atlantic)    | 2              |
| Estados Unidos (Billboard Heatseekers East North Central) | 2              |
| Estados Unidos (Billboard Top Tastemaker Albums)          | 13             |
| Estados Unidos (iTunes Album Chart)                       | 41             |
| França (iTunes Album Chart)                               | 55             |

## Histórico de lançamento
| Data                   | Formato(s)               | Gravadora    |
| ---------------------- | ------------------------ | ------------ |
| 10 de dezembro de 2013 | LP, CD, digital download | Stones Throw |
| 5 de fevereiro de 2014 | LP                       | Stones Throw |